# Герб Лесото
Герб Лесото был принят 4 октября 1966 после признания независимости. Изображённый крокодил на щите Басуто — это символ государствообразующей нации Лесото — Суто. На гербе позади щита изображены перекрещенные копье и булава (оружие 19-го столетия) и кусок золотой кожи — символ основного заработка Лесото. Слева и справа от щита изображены две лошади басуто (w:Basuto pony). Также внизу герба располагается золотая лента с национальным девизом: «Мир, Дождь, Процветание» (на языке Сесото: Khotso, Pula, Nala).

## История герба
|  | Герб Лесото 1966—2006 На первоначальном варианте государственного герба, принятом в 1966 году, щит и девизная лента были золотого цвета. |